# Nueva Trinidad
Nueva Trinidad è un comune del dipartimento di Chalatenango, in El Salvador.